# Стефанова къща
 Тази статия е за възрожденската къща в Костур.  За неокласическата къща в Костур вижте Стефанова къща (неокласическа).  
Стефановата къща (на гръцки: Αρχοντικό Γ. Στεφανή) е възрожденска къща в град Костур, Гърция. По имената на най-новите си собственици Маринос и Зои Мораитис, къщата е позната и като Мораитева (Μωραΐτη).

## Местоположение
Къщата е разположена в южната традиционна махала Долца (Долцо) на улица „Венизелос“ № 11, срещу Папазоглувата къща.

## История
Къщата е построена в средата на XIX век. В 1965 година сградата е обявена за паметник на културата.

## Архитектура
В архитектурно отношение сградата има 3 етажа и принадлeжи към типа квадратни сгради с вписан кръст. Тя е изцяло реставрирана. Характерна особеност на сградата е външната облицовка на горните етажи с дървен материал.